# Prisoners (película)
Prisoners (titulada Prisioneros en España y La sospecha o Intriga en Hispanoamérica) es una película estadounidense de 2013 dirigida por Denis Villeneuve. Está protagonizada por Hugh Jackman, Jake Gyllenhaal, Viola Davis, Maria Bello, Terrence Howard, Melissa Leo y Paul Dano. La trama gira en torno al secuestro de dos niñas y los esfuerzos de sus familias y la policía por encontrarlas.
La película fue candidata a un premio Óscar en la categoría de mejor fotografía.

## Argumento
El Día de Acción de Gracias, Keller Dover (Hugh Jackman), su esposa Grace (Maria Bello) y sus hijos van a cenar a la casa de sus amigos, Franklin (Terrence Howard) y Nancy Birch (Viola Davis). Esa tarde, las hijas menores de ambas familias -Anna y Joy- van sin permiso a la casa de los Dover, para buscar un silbato. Sin embargo, las niñas no regresan.

## Reparto
- Hugh Jackman como Keller Dover.
- Jake Gyllenhaal como Detective David Loki.
- Viola Davis como Nancy Birch.
- Maria Bello como Grace Dover.
- Terrence Howard como Franklin Birch.
- Melissa Leo como Holly Jones.
- Paul Dano como Alex Jones.
- Dylan Minnette como Ralph Dover.
- Zoe Borde como Eliza Birch.
- Erin Gerasimovich como Anna Dover.
- Kyla Drew Simmons como Joy Birch.
- Wayne Duvall como Capitán Richard O'Malley.
- Len Cariou como Padre Patrick Dunn.
- David Dastmalchian como Bob Taylor.

## Recepción
Prisoners obtuvo una respuesta positiva por parte de la crítica cinematográfica. La película posee un 82% de comentarios positivos en el sitio web Rotten Tomatoes, basado en un total de 180 reseñas, y una puntuación de 74/100 en Metacritic. Jocelyn Noveck, de Associated Press, escribió: «En manos menos talentosas, la historia podría haber caído en la sensiblería. Pero Villeneuve, director de la nominada al Óscar Incendies, parece saber exactamente hasta dónde llegar; solo un momento se siente menos que auténtico, pero sería un spoiler mencionarlo». Según Claudia Puig, del periódico USA Today, «con su realismo macabro, Prisoners es mucho más terrorífica que cualquier película de terror, siendo simultáneamente agotadora, fascinante y contemplativa». A.O. Scott de The New York Times sostuvo que la película «absorbe y controla tu atención con tal seguridad que debes contener la respiración por temor a distraer a las personas que están en pantalla, soltando una exhalación de alivio o asombro ante cada nueva revelación».
Por el contrario, Ann Hornaday, de The Washington Post, escribió que Prisoners «se une a una larga lista de películas que se venden a través de la propia depravación y maligna imaginación moral que pretenden reprobar». Richard Corliss, de la revista Time, escribió: «A través de toda la neblina, casi se puede detectar el contorno inteligente, atractivo del guion de Guzikowski dentro de la flacidez y pretenciosidad de las decisiones como director de Villeneuve».

## Premios y candidaturas

### Premios Óscar
| Año  | Categoría        | Candidato(s)  | Resultado |
| ---- | ---------------- | ------------- | --------- |
| 2013 | Mejor fotografía | Roger Deakins | Finalista |

### Festival Internacional de Cine de Toronto
| Año  | Categoría                           | Resultado |
| ---- | ----------------------------------- | --------- |
| 2013 | Premio del Público - Mejor película | Finalista |

### National Board of Review
| Año  | Categoría                           | Resultado   |
| ---- | ----------------------------------- | ----------- |
| 2013 | Top 10 en Mejores películas del año | Lugar n.º 7 |
| 2013 | Mejor reparto                       | Ganadores   |